# Henry Petersen (Archäologe)

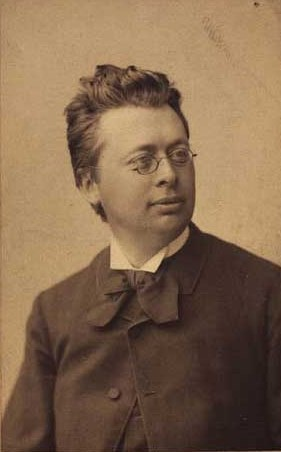
Henry Petersen

Karl Nikolaj Henry Petersen (* 20. März 1849 in Kopenhagen; † 21. September 1896 in Hornbæk) war ein dänischer Archäologe.
Petersen studierte ab 1868 Archäologie und betreute bis zur Erlangung des Magistergrades für nordische klassische Studien 1873 die Altertümersammlung seines Vaters. Danach befasste er sich mit der Beschreibung und Darstellung von Altertümern in Dänemark. 1876 erlangte er mit einer Arbeit über nordische Mythologie den Doktorgrad. 1879 wurde er Assistent am Museum für nordische Altertümer, 1892 Direktor der aus diesem hervorgegangenen historischen Abteilung des Nationalmuseums in Kopenhagen.
Er leitete Ausgrabungen u. a. in Jütland und fand und schützte zahlreiche historische Gebäude, darunter das Helligandshuset in Randers. Seine Hauptwerke sind Danske gejstlige Sigiller fra Middelalderen (1883–86) und Danske adelige Sigiller fra det 13. og 14. Aarhundrede (vollendet von Anders Thiset, 1897). Ferner erschienen Vognfundene fra Deijbjerg (1888) und Gravpladsen ved Nordrup in Nordiske Fortidsminder I (1890–1903) sowie Abhandlungen im Aarbog for nordisk Oldtidskundskab. Petersen starb einen Monat vor der geplanten Heirat mit der Pianistin und Komponistin Hilda Sehested.

## Weblink
- Gravsted.de - Karl Nikolaj Henry Petersen

| Personendaten    | Personendaten                |
| ---------------- | ---------------------------- |
| NAME             | Petersen, Henry              |
| ALTERNATIVNAMEN  | Petersen, Karl Nikolaj Henry |
| KURZBESCHREIBUNG | dänischer Archäologe         |
| GEBURTSDATUM     | 20. März 1849                |
| GEBURTSORT       | Kopenhagen                   |
| STERBEDATUM      | 21. September 1896           |
| STERBEORT        | Hornbæk                      |